# ديف أناند
ديف اناند ممثل هندي من مواليد مدينة جيرداسبير في البنجاب في 26 سبتمبر 1923. اسمه الحقيقي هو دهارام ديف بيشوريمال اناند ظهر لأول مرة سنة 1946 في فيلم هيم ايك هين. توفي في ديسمبر 2011. توفي في لندن عن عمر 88 سنة عمل ممثل ومنتج ومخرج في بوليود بين عامي 1946-2011 عمل مع هيما ماليني واميتاب باتشن وشاشي كابور وفيروز خان وراج كابور ومينا كوماري

## جوائزه
بادما بوشان2001
أفضل فيلم الفلم الوطني1965
دالسيب باكيه2002
أفضل ممثل فلم فير1959-1967
أفضل فيلم فلم فير1967
الإنجاز مدى الحياة فلم فير1991
الإنجاز مدى الحياة الشاشة 1996
جائزة ان أي ار الوطنية 2006
رشح أفضل ممثل فلم فير1956-1960-1961-1962
مثل115فلم
انتج33فلم
اخرج19فلم
كتب13فلم
أخرى 18فلم
198عمل

## روابط خارجية
- ديف أناند على موقع IMDb (الإنجليزية)
- ديف أناند على موقع ألو سيني (الفرنسية)
- ديف أناند على موقع ميوزك برينز (الإنجليزية)
- ديف أناند على موقع أول موفي (الإنجليزية)
- ديف أناند على موقع قاعدة بيانات الأفلام السويدية (السويدية)
- ديف أناند على موقع قاعدة بيانات الفيلم (الإنجليزية)
- ديف أناند على موقع كينوبويسك (الروسية)